# Zendstation Gufuskálar

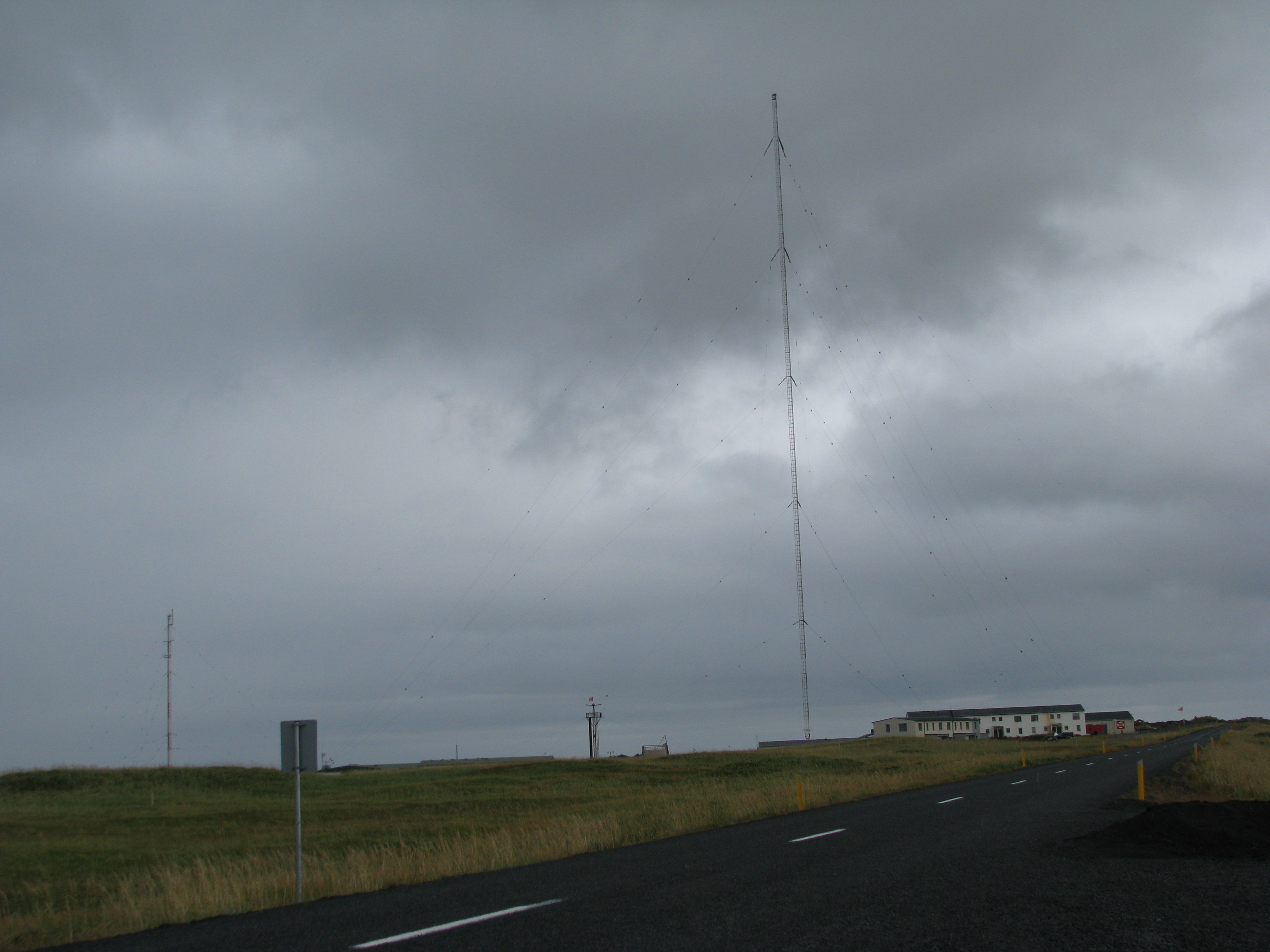
Gufuskálar.

Gufuskálar is een LF of Low Frequency (soms ook lange golf genoemd) zendstation in IJsland, vlak bij het plaatsje Hellissandur op het Snæfellsnes schiereiland. Bij het zendstation hoort de 412 meter hoge zendmast die ten tijde van de bouw in 1959 het hoogste bouwwerk van Europa was en nog steeds het hoogste bouwwerk van West-Europa is. Het zendvermogen is 300 kW, en de uitzendfrequentie is 189 kHz. De mast dient voor de navigatie van schepen en vliegtuigen. De coördinaten zijn 64°54′24″N, 23°55′18″W.